# أرت فلمنج
أرت فلمنج (بالإنجليزية: Art Fleming)‏ هو مقدم برامج إذاعية وضابط أمريكي، ولد في 1 مايو 1924 في نيويورك في الولايات المتحدة، وتوفي في 25 أبريل 1995 في كريستال ريفر في الولايات المتحدة بسبب سرطان البنكرياس.

## وصلات خارجية
- أرت فلمنج على موقع IMDb (الإنجليزية)
- أرت فلمنج على موقع أول موفي (الإنجليزية)
- أرت فلمنج على موقع قاعدة بيانات الأفلام السويدية (السويدية)
- أرت فلمنج على موقع إن إن دي بي (الإنجليزية)
- أرت فلمنج على موقع قاعدة بيانات الفيلم (الإنجليزية)
- أرت فلمنج على موقع كينوبويسك (الروسية)